# ISO 3166-2:AO
ISO 3166-2:AO désigne la partie de la norme ISO 3166-2 qui concerne l’Angola. Cette norme, édictée par l'Organisation internationale de normalisation, permet de désigner les principales subdivisions administratives du pays par un code en quelques chiffres et/ou lettres complétant le code ISO 3166-1 du pays.
Il existe un seul niveau désignant les provinces (en portugais :província).
Il n'y a en 2025 que 18 provinces, les quatre nouvelles provinces ( Cuando, Cubango, Ícolo e Bengo, Moxico-Leste) n'ont pas de code à ce jour.

Les provinces avant 2024

| Code ISO 3166-2 | Provinces en portugais                    |
| --------------- | ----------------------------------------- |
| AO-BGO          | Bengo                                     |
| AO-BGU          | Benguela                                  |
| AO-BIE          | Bié                                       |
| AO-CAB          | Cabinda                                   |
| AO-CCU          | Cuando Cubango (variant : Kuando Kubango) |
| AO-CNO          | Cuanza-Norte (variant : Kwanza Norte)     |
| AO-CUS          | Cuanza-Sul (variant : Kwanza Sul)         |
| AO-CNN          | Cunene                                    |
| AO-HUA          | Huambo                                    |
| AO-HUI          | Huíla                                     |
| AO-LUA          | Luanda                                    |
| AO-LNO          | Lunda-Norte                               |
| AO-LSU          | Lunda-Sul                                 |
| AO-MAL          | Malanje                                   |
| AO-MOX          | Moxico                                    |
| AO-NAM          | Namibe                                    |
| AO-UIG          | Uíge                                      |
| AO-ZAI          | Zaire                                     |

## Mise à jour
- 2002-05-21 : ISO 3166-2:2002-05-21 n°2
- 2014-10-29 : Modification de l'orthographe d'AO-CNO, d'AO-CUS, et d'AO-CCU
- 2014-12-18 : Correction de l'orthographe d'AO-CNO et d'AO-CUS
- 2015-02-12 : Correction de l'orthographe d'AO-CCU
- 2020-11-24 : Modification de l'orthographe de AO-CCU, AO-CNO, AO-CUS, AO-LNO, AO-LSU